# Florence Green
 Florence Beatrice Green, geborene Patterson, (* 19. Februar 1901 in  Edmonton, London; † 4. Februar 2012 in King’s Lynn) war die letzte bekannte lebende Person, die zu den Veteranen des Ersten Weltkriegs zählte. Sie diente in der Women’s Royal Air Force  (WRAF), einem Frauenzweig der Royal Air Force (RAF). Mit einem Lebensalter von über 110 Jahren gehörte sie zu den Supercentenarians.

## Leben
Florence Green trat am 13. September 1918 als 17-Jährige in die Women’s Royal Air Force  ein. Sie diente als Ordonnanz in der Offiziersmesse des Militärflugplatzes RAF Marham in Norfolk, wo die  59. Staffel der RAF stationiert war, sowie auf dem Militärflugplatz in Narborough, ebenfalls in Norfolk. An Kampfhandlungen war sie nicht beteiligt.
Green lebte in King’s Lynn. Aus der 1920 geschlossenen Ehe mit dem Bahnarbeiter Walter Green, der 1970 starb, hatte sie zwei Töchter und einen Sohn. Sie lebte im Haus ihrer ältesten Tochter Mary.
Seit dem Tod von Claude Choules am 5. Mai 2011 war sie die einzige bekannte noch lebende Militärangehörige des Ersten Weltkriegs.
Am  4. Februar 2012 verstarb Florence Green im Alter von 110 Jahren in King’s Lynn.